# Journey Escape
Journey Escape is een computerspel dat werd ontwikkeld en uitgegeven door Data Age. Het spel kwam in 1982 uit voor het platform Atari 2600. Het doel van het spel is vijf bandleden naar een ontsnappingsauto te loodsen. Het spel scrolt verticaal. Het perspectief van het spel wordt weergegeven in de derde persoon.

## Ontvangst
| Beoordeeld door       | Jaar | Score |
| --------------------- | ---- | ----- |
| All Game Guide        | 1998 | 70%   |
| HonestGamers          | 2008 | 40%   |
| The Video Game Critic | 2001 | 0%    |